# Complejo ferrovial Zárate-Brazo Largo
El Complejo Ferrovial Zárate - Brazo Largo es la principal vía de comunicación entre el sur de la provincia de Entre Ríos y el norte de la de Buenos Aires, en Argentina. Este complejo tiene como figuras salientes dos puentes atirantados que se encuentran a unos 30 km de distancia entre sí, y que cruzan los ríos Paraná de las Palmas y Paraná Guazú. Este complejo fue declarado bien de interés histórico nacional en 2008.
Habilitado al tránsito el 14 de diciembre de 1977, el nombre oficial del complejo a partir de 1995 pasó a ser Complejo Unión Nacional. Sin embargo, se lo conoce popularmente con su antiguo nombre, el cual se debe a que conecta la ciudad de Zárate —en la provincia de Buenos Aires— con el paraje Brazo Largo —en Entre Ríos—. La mayor parte de este complejo, arteria principal del Mercosur, está construido en el partido de Campana, más precisamente en el tramo carretero que va desde el Paraná de las Palmas hasta el arroyo Águila negra, casi llegando al Paraná Guazú. El diseño de ambos puentes estuvo a cargo de Fabrizio de Miranda. El puente que atraviesa el Paraná de las Palmas lleva el nombre de General Bartolomé Mitre, mientras que el que cruza el Paraná Guazú se llama Justo José de Urquiza. Por su parte, las vías férreas forman parte del Ferrocarril General Urquiza, mientras que la carretera forma parte de la Ruta Nacional 12.

## Características técnicas

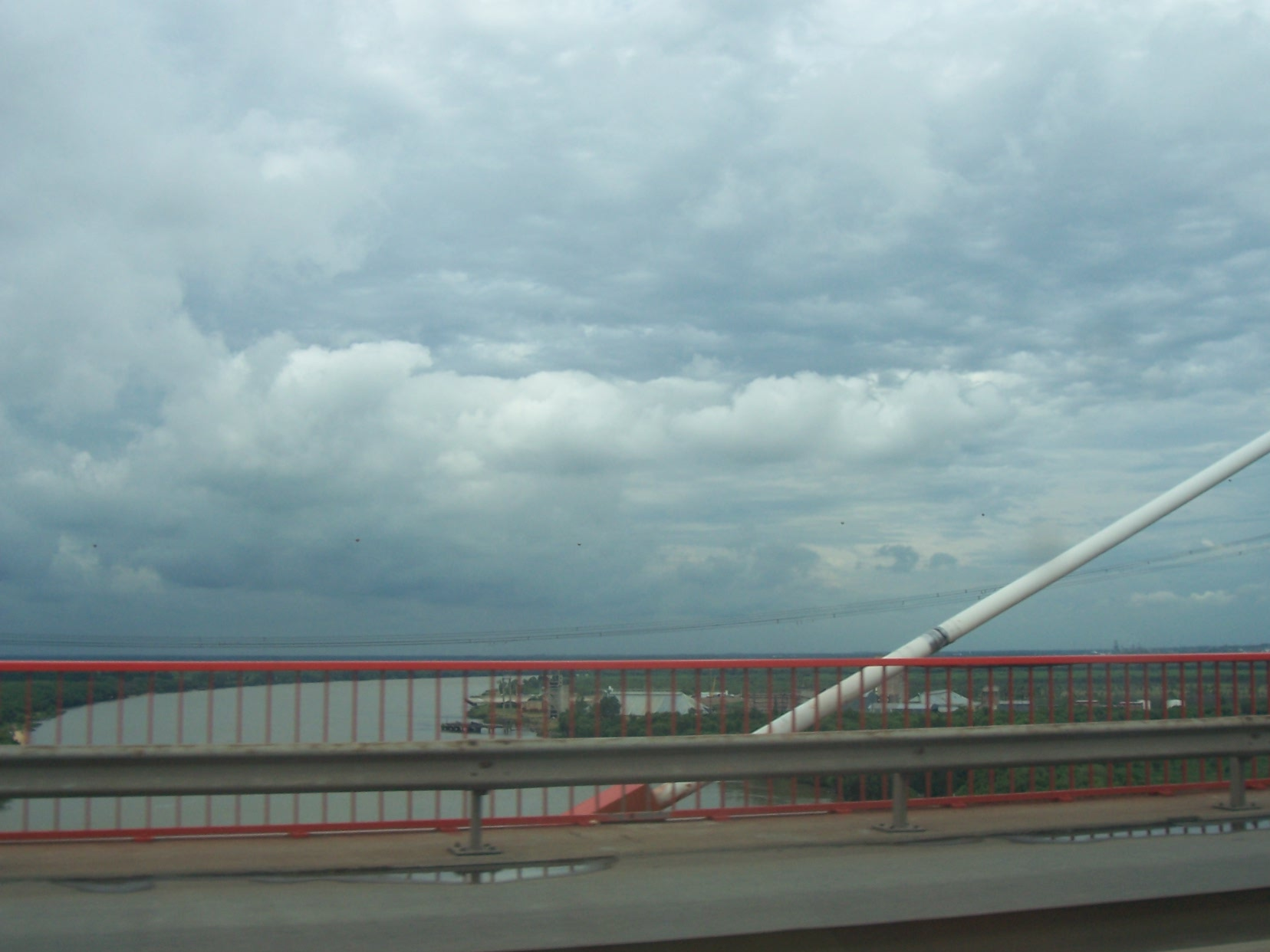
Vista del Río Paraná y la isla Talavera, desde uno de los puentes.

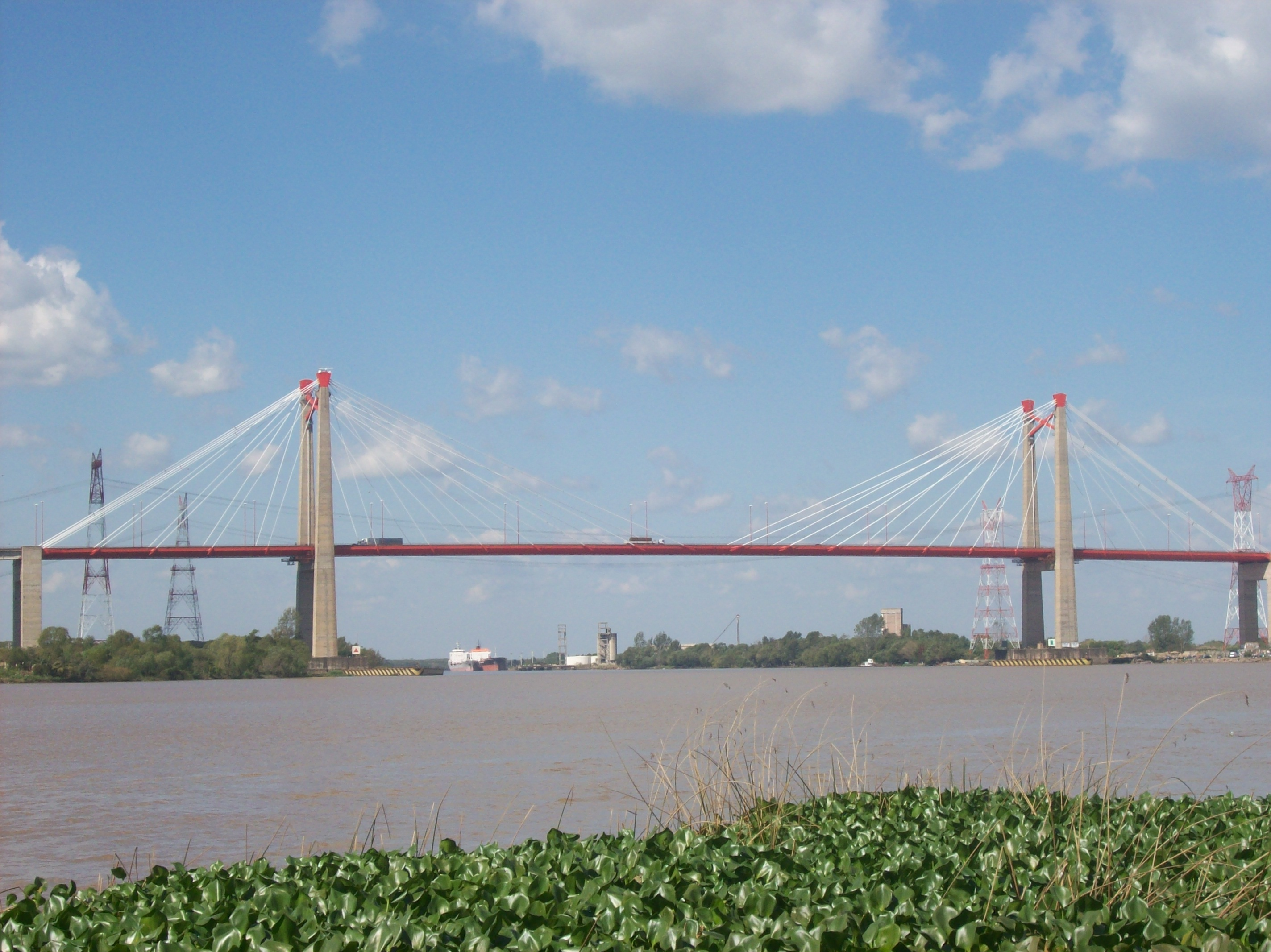
Vista del Puente Mitre.

El complejo ferrovial comprende los dos puentes, sus accesos y el tramo de ruta que los conecta a través de la isla Talavera. Los viaductos son muy similares entre sí en su diseño, con dos tramos en cada sentido para el transporte automotor.
En el caso de la estructura sobre el río Paraná de las Palmas, la extensión de los viaductos es de 1214 y 1735 m (los carreteros), y 1452 y 2788 m (los ferroviarios). En cuanto al puente Justo José de Urquiza (del lado de Brazo Largo), la extensión de los tramos carreteros es de 1733 m y la de los ferroviarios equivale a 2835 m.
Los puentes tienen una arquitectura similar, ya que en ambos casos se trata de estructuras metálicas sostenidas por cables obenques, que parten de dos pilares principales (son puentes atirantados). Estos pilares tienen su fundación en el lecho del río y alcanzan una altura máxima de 122 m por encima de su nivel. Las estructuras de las pilas son huecas, y tienen en su interior un ascensor que permite llegar a la parte superior en donde se encuentran los cubos que sostienen el conjunto de los cables. La longitud del tramo principal en ambos puentes es de 330 m y de 110 m en los laterales.
Las empresas constructoras seleccionadas para ejecutar estas obras fueron Techint Compañía Técnica Internacional S.A. y Horacio O. Albano Ingeniería y Construcciones S.A., quienes ganaron la licitación en el año 1970. La obra de construcción comenzó en noviembre de 1971.

## Rotura de un tensor en 1996
En las primeras horas del 21 de noviembre de 1996, la ruptura del anclaje de uno de los cables tensores de uno de los puentes del complejo hizo que se suspendiera el paso del ferrocarril, y ocasionó a su vez la restricción del tránsito automotor sobre el mismo. La rotura de uno de los 60 obenques en la estructura sobre el Paraná Guazú fue el primer incidente en la historia del complejo, y el hecho fue ampliamente cubierto por la prensa regional y nacional.
Tras el incidente, se montó un operativo de prevención en el lugar, y se aclaró que las restricciones al tránsito carretero y ferroviario fueron por una cuestión de seguridad, aunque se hizo notar que el riesgo de un accidente mayor era ínfimo. No obstante, en los días que siguieron al hecho, la Dirección Nacional de Vialidad anunció que desde el 25 de noviembre y por un plazo de entre diez y doce días, el tránsito vehicular y ferroviario sería cortado totalmente para el cambio del tensor y la realización de diversos estudios. La interrupción del flujo vehicular obligó a los más de 10 000 vehículos que atravesaban el complejo por día a realizar un recorrido alternativo de más de 400 km. Seis días después de la reapertura parcial de un carril por mano el 6 de diciembre, que incluyó restricciones en la velocidad máxima según el peso de cada vehículo, el puente fue nuevamente cerrado para reemplazar tres tensores que se encontraban seriamente deteriorados. En esta ocasión, la interrupción en el tránsito no se limitó al puente afectado (que nuevamente se trataba del Justo José de Urquiza), sino que afectó a ambos puentes. Por lo tanto, la isla Talavera quedó aislada, y sus pobladores debieron recurrir a lanchas para cruzar los brazos del río Paraná que la rodean.
A fines de diciembre, y tras la convocatoria a varias consultoras especializadas para determinar las causas y la magnitud de los hechos, se reabrió en forma restringida el paso para autos y ómnibus. Sin embargo, las limitaciones de tonelaje impidieron el paso del transporte pesado, el cual debió recurrir a rutas alternativas o a balsas para efectuar el cruce del río.

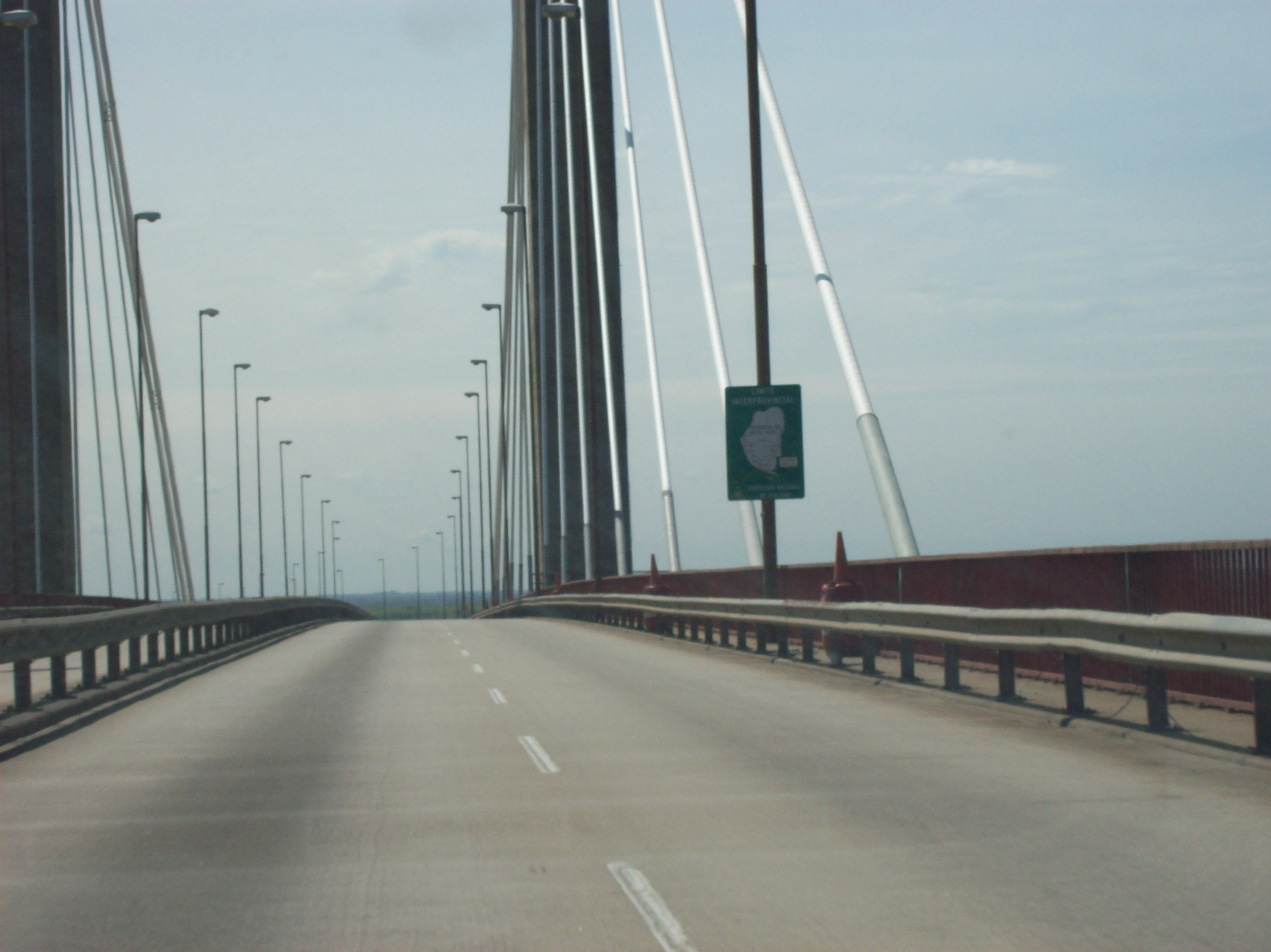
Puente Justo José de Urquiza sobre el Río Paraná Guazú. El cartel muestra el límite interprovincial.

En 1997, un año después de los episodios, el complejo seguía funcionando con restricciones en el tránsito, las cuales se levantaron temporalmente cuando los empleados encargados de las tareas de reparación se tomaron vacaciones. Hasta ese entonces, un total de 13 obenques habían sido reemplazados.